# Doniphan County
Doniphan County ist ein County im Bundesstaat Kansas der Vereinigten Staaten. Das U.S. Census Bureau hat bei der Volkszählung 2020 eine Einwohnerzahl von 7510 ermittelt.
Der Verwaltungssitz (County Seat) ist Troy. Das County gehört zu den Dry Countys, was bedeutet, dass der Verkauf von Alkohol eingeschränkt oder verboten ist.

## Geographie
Das County liegt im äußersten Nordosten von Kansas, grenzt im Osten an Missouri, im Norden an Nebraska, wobei die Grenze zu beiden durch den Missouri River gebildet wird und hat eine Fläche von 1028 Quadratkilometern, wovon 13 Quadratkilometer Wasserfläche sind. Es grenzt in Kansas im Uhrzeigersinn an folgende Countys: Atchison County und Brown County.

## Geschichte
Doniphan County wurde am 30. August 1855 als Original-County aus freiem Territorium gebildet und gehört zu den ersten 33 Countys, die von der ersten Territorial-Verwaltung gebildet wurden. Ab dem 18. September des gleichen Jahres hatte es eine eigene Verwaltung. Benannt wurde es nach Alexander W. Doniphan, der eine wichtige Rolle im Mexikanisch-Amerikanischen Krieg spielte.
37 Bauwerke und Stätten des Countys sind im National Register of Historic Places eingetragen.

## Sehenswertes
- Das Native American Heritage Museum, 3 km östlich von Highland, ist eine original erhaltene presbyterianische Mission aus 1845, wo früher Indianerkinder aus Iowa und Missouri unterrichtet wurden.
- Das Nelson Rodgers House in Troy, erbaut 1856
- Der Four-state Lookout in White Cloud ist eine Aussichtsplattform mit Blick über den Missouri, hinüber in die Bundesstaaten Missouri und Nebraska und bei gutem Wetter bis nach Iowa.
- Die Townsite of Old Doniphan. Hier kampierte die Lewis-und-Clark-Expedition am 4. Juli 1804.

## Demografische Daten

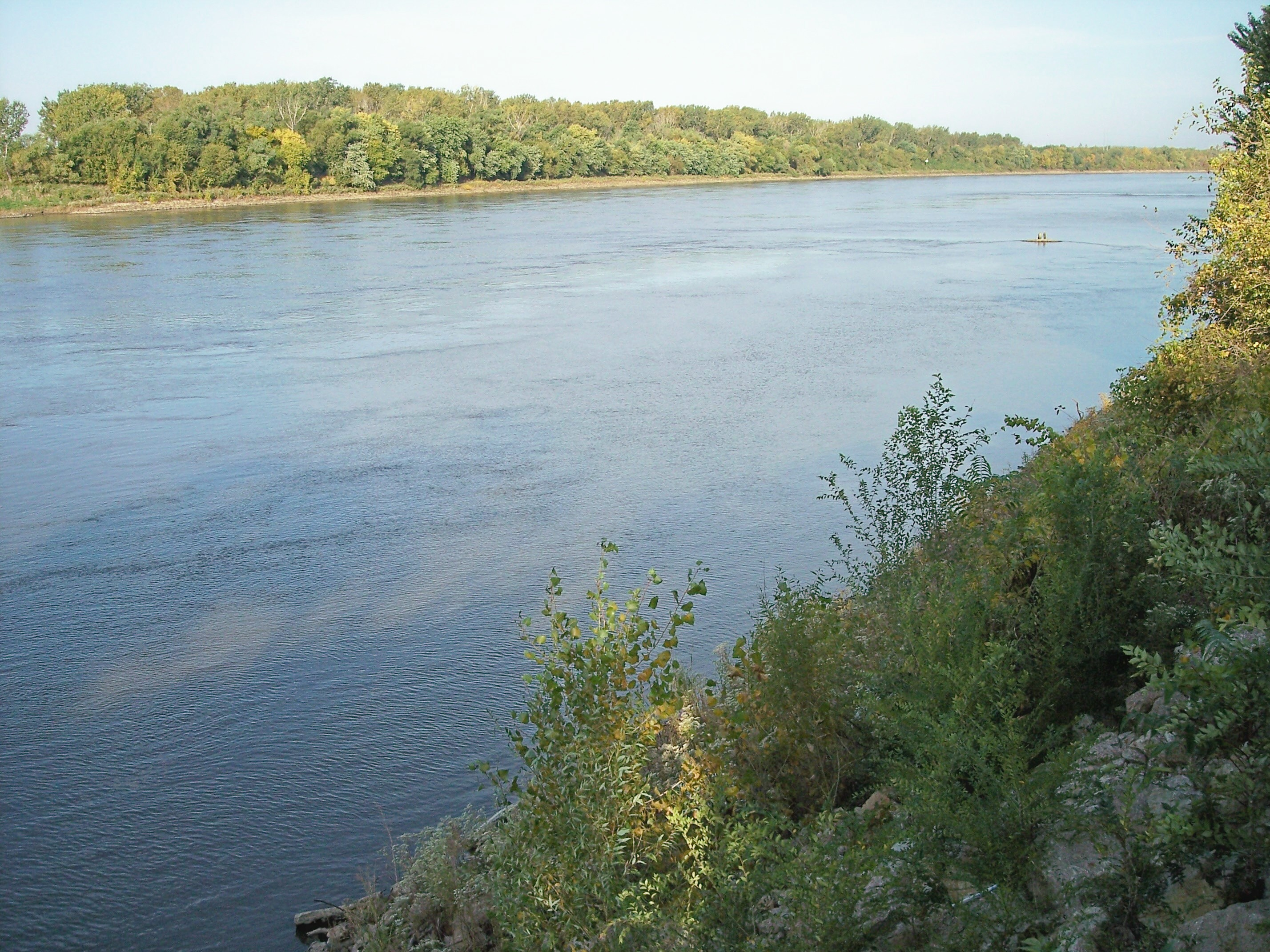
Der Missouri River nahe Saint Joseph

Nach der Volkszählung im Jahr 2000 lebten im Doniphan County 8249 Menschen in 3173 Haushalten und 2183 Familien im Doniphan County. Die Bevölkerungsdichte betrug 8 Einwohner pro Quadratkilometer. Ethnisch betrachtet setzte sich die Bevölkerung zusammen aus 94,85 Prozent Weißen, 2,00 Prozent Afroamerikanern, 1,21 Prozent amerikanischen Ureinwohnern, 0,25 Prozent Asiaten und 0,40 Prozent aus anderen ethnischen Gruppen; 1,29 Prozent stammten von zwei oder mehr Ethnien ab. 1,16 Prozent der Bevölkerung waren spanischer oder lateinamerikanischer Abstammung.
Von den 3173 Haushalten hatten 32,6 Prozent Kinder unter 18 Jahren, die mit ihnen gemeinsam lebten. 56,4 Prozent waren verheiratete, zusammenlebende Paare, 8,7 Prozent waren allein erziehende Mütter und 31,2 Prozent waren keine Familien. 27,6 Prozent aller Haushalte waren Singlehaushalte und in 14,2 Prozent lebten Menschen mit 65 Jahren oder darüber. Die Durchschnittshaushaltsgröße betrug 2,48 und die durchschnittliche Familiengröße betrug 3,03 Personen.
25,3 Prozent der Bevölkerung waren unter 18 Jahre alt. 11,8 Prozent zwischen 18 und 24 Jahre, 24,7 Prozent zwischen 25 und 44 Jahre, 22,0 Prozent zwischen 45 und 64 Jahre und 16,2 Prozent waren 65 Jahre alt oder älter. Das Durchschnittsalter betrug 37 Jahre. Auf 100 weibliche Personen kamen 98,6 männliche Personen. Auf 100 erwachsene Frauen ab 18 Jahren kamen 96,2 Männer.
Das jährliche Durchschnittseinkommen eines Haushalts betrug 32.537 USD, das Durchschnittseinkommen einer Familie betrug 39.357 USD. Männer hatten ein Durchschnittseinkommen von 28.096 USD, Frauen 19.721 USD. Das Prokopfeinkommen betrug 14.849 USD. 9,0 Prozent der Familien und 11,9 Prozent der Bevölkerung lebten unterhalb der Armutsgrenze.

## Orte im County
- Bendena
- Blair
- Denton
- Doniphan
- Elwood
- Fanning
- Highland
- Iowa Point
- Leona
- Moray
- Palermo
- Purcell
- Severance
- Sparks
- Troy
- Wathena
- White Cloud

Townships
- Burr Oak Township
- Center Township
- Independence Township
- Iowa Township
- Marion Township
- Union Township
- Washington Township
- Wayne Township
- Wolf River Township